# Pranahosemenné
Pranahosemenné (Progymnospermae), v některých zdrojích též označovány jako prvosemenné či lépe předsemenné, jsou skupina vymřelých prvohorních rostlin. Pod tímto názvem se označuje několik vývojových linií rostlin, nemá tedy taxonomickou platnost, jedná se o parafyletickou, uměle vytvořenou skupinu. V rozporu s názvem se nejedná o semenné rostliny, neboť se rozmnožovaly pomocí výtrusů.
Rostliny zahrnované mezi pranahosemenné se vyskytovaly na Zemi v období od středního devonu až do spodního karbonu. Byly to stromy či keře, někdy i dosti veliké, již s pravým druhotně tloustnoucím dřevem pokrytým borkou, podobným dřevu jehličnanů. Listy byly podobné kapradinám a stejně jako ony produkovaly výtrusy (spory). Významnými zástupci této skupiny rostlin jsou rody Archaeopteris nebo Aneurophyton.